# Adrien Henry
Pour les articles homonymes, voir Henry.
 (août 2015).
Si vous disposez d'ouvrages ou d'articles de référence ou si vous connaissez des sites web de qualité traitant du thème abordé ici, merci de compléter l'article en donnant les références utiles à sa vérifiabilité et en les liant à la section « Notes et références ».
Adrien Henry, né le 11 mars 1888 à Lacroix-sur-Meuse et mort le 27 mai 1963 à Commercy, est un officier et résistant français.

## Biographie
Adrien Henry doit dès son adolescence tenir la ferme familiale pour subvenir aux besoins de ses proches. Appelé au 69e régiment d’infanterie de ligne à Nancy en 1909, il est major de sa promotion pour devenir officier. Revenu à la ferme, il est mobilisé dès le début de la Première Guerre mondiale au 161e régiment d'infanterie de ligne, en tant que sergent, n’ayant pas eu les moyens de s’acheter son uniforme d’officier ni de participer aux périodes de réserve.[réf. nécessaire]
Il mène ses hommes au combat dans toutes les grandes batailles de 1914-1918 : la Marne (côtes de Meuse), la Champagne, Verdun, la Somme, le Chemin des Dames, Bois-le-Prêtre etc.
Il se bat dans son village natal et dans les bois environnants qu’il connaît bien. Blessé treize fois, il est aussi gazé. Il se rengage plusieurs fois dans l’infanterie. Enterré vivant dans une sape, prisonnier à Verdun, il s’évade malgré une jambe gravement blessée.
À la fin de la guerre, il suit l’armée française en Pologne face aux Bolcheviques et participe à l’occupation de la Ruhr.
Passé dans la gendarmerie, il est affecté à Chalons-sur-Marne et prend le commandement de la gendarmerie de l’Indre avant la Seconde Guerre mondiale. C’est donc depuis Châteauroux en 1940 qu’il mène ses gendarmes au combat jusqu'au moment de l’armistice. Il organise alors l’aide aux réfugiés. Mis à la retraite d’office puisqu'il n’acceptait pas les choix du maréchal Pétain, qu'il a personnellement connu à Verdun, il occupe un emploi à la préfecture. Ayant accès à de nombreuses informations, il mène un combat de résistant, sous l’œil bienveillant du préfet, notamment lors de la retraite de la colonne Elster.
Il finit sa vie à Commercy auprès de ses proches, se donnant à de nombreuses activités : associations d’anciens combattants, chasse, armes etc. À sa mort, le général de Gaulle se manifeste auprès de sa famille ; il avait connu le colonel Henry à Verdun et l'avait plus tard cité à l'ordre de l'Armée.
Adrien Henry avait écrit ses mémoires après chacune des guerres.

## Décorations
- Grand officier de la Légion d'honneur, insignes remis par le maréchal de Lattre de Tassigny
- Croix de guerre 14-18
- Croix de guerre 39-45
- Croix de guerre des Théâtres d'opérations extérieurs
- Médaille de la Résistance
- Médaille des évadés
- Croix du combattant
- Croix du combattant volontaire 1914-1918
- Croix du combattant volontaire 1939-1945
- Croix du combattant volontaire de la Résistance
- Médaille commémorative de la guerre 1914-1918
- Médaille commémorative de la guerre 1939-1945
- Médaille des blessés de guerre
- Médaille interalliée 1914-1918
- Médaille des prisonniers civils, déportés et otages de la Grande Guerre 1914-1918
- Médaille commémorative de la bataille de Verdun
- Médaille commémorative de la bataille de l'Argonne
- Médaille commémorative de la bataille de Saint-Mihiel
- Médaille des services militaires volontaires
- Médaille commémorative de l'occupation de la Rhénanie
- Médaille commémorative de Haute-Silésie
- Palmes académiques
- Officier du mérite militaire

## Postérité
- Plaque commémorative sur la place du colonel Henry dans son village natal de Lacroix-sur-Meuse en Lorraine.
- La 118e promotion (2011-2013) de l'École des officiers de la gendarmerie nationale prend son nom le 26 juin 2012[2].
- La nouvelle caserne de la gendarmerie nationale de Sarreguemines, inaugurée le 26 janvier 2013, est baptisée à son nom.

## Mémoires
- Adrien Henry, Un Meusien au cœur des deux guerres : mémoires du colonel Henry, 1914-1918 et 1939-1945, Louviers, Ysec, 2011, 263 p. (ISBN 978-2-846-73145-4) (BNF 42554175)